# Doro (Sudán del Sur)
Doro es un pueblo y un campo de refugiados del estado del Alto Nilo, Sudán del Sur.